# Albert Portas
Albert Portas Soy (ur. 15 listopada 1973 w Barcelonie) – hiszpański tenisista.

## Kariera tenisowa
Jako zawodowy tenisista Portas występował w latach 1994–2007.
W 1997 roku przegrał w finale turnieju rangi ATP World Tour w Barcelonie z Albertem Costą. Miesiąc później debiutował w wielkoszlemowym French Open i doszedł do 3 rundy, gdzie przegrał po zaciętym meczu z Filipem Dewulfem. Latem 1997 roku w drodze do półfinału w Stuttgarcie wyeliminował mistrza kortów ziemnych Thomasa Mustera. W 1998 roku był w półfinale w Barcelonie. Po raz drugi w finale zawodów ATP World Tour był w 1999 roku w San Marino, gdzie przegrał z Galo Blanco.
W sezonie 2000 Portas osiągnął dwa półfinały turniejowe oraz 3 rundę Wimbledonu. Rok 2001 okazał się najlepszym w jego karierze – awansował do finału w Sopocie, był również w półfinałach w Viña del Mar, Estoril i Palermo, a przede wszystkim triumfował w turnieju z cyklu ATP Masters Series w Hamburgu. W imprezie tej przeszedł najpierw eliminacje, by w głównym turnieju pokonać takich graczy, jak Uładzimir Wałczkou, Magnus Norman, Sébastien Grosjean, Alberto Martín, Lleyton Hewitt. W finale pokonał Hiszpana Juana Carlosa Ferrero rezultatem 4:6, 6:2, 0:6, 7:6, 7:5 po 3 godzinach i 37 minutach gry. Portas powtórzył w ten sposób osiągnięcie Roberto Carretero, który pięć lat wcześniej również triumfował w Hamburgu, przechodząc z powodzeniem eliminacje.
Jako deblista Portas wygrał 1 turniej ATP World Tour oraz był w dalszych 3 finałach.
W rankingu gry pojedynczej najwyżej był na 19. miejscu (1 października 2001), a w klasyfikacji gry podwójnej na 56. pozycji (14 kwietnia 2003).
Portas jest zawodnikiem praworęcznym. Jako swoją ulubioną nawierzchnię wymienia korty ziemne, a jako najlepsze uderzenie – forhend, ale znany jest także jako jeden z mistrzów drop-szota. W opinii Lleytona Hewitta to właśnie drop-szot otworzył mu drogę do sensacyjnego zwycięstwa w Hamburgu w 2001.
Po zakończeniu kariery był trenerem Danieli Hantuchovej od listopada 2008 roku do lutego 2009 roku.

### Finały w turniejach ATP World Tour
| Legenda                                      |
| -------------------------------------------- |
| Wielki Szlem                                 |
| Igrzyska olimpijskie                         |
| Tennis Masters Cup / ATP Finals              |
| ATP Masters Series / ATP Tour Masters 1000   |
| ATP International Series Gold / ATP Tour 500 |
| ATP International Series / ATP Tour 250      |

#### Gra pojedyncza (1–3)
| Końcowy wynik | Nr | Data             | Turniej    | Nawierzchnia | Przeciwnik          | Wynik finału               |
| ------------- | -- | ---------------- | ---------- | ------------ | ------------------- | -------------------------- |
| Finalista     | 1. | 20 kwietnia 1997 | Barcelona  | Ceglana      | Albert Costa        | 5:7, 4:6, 4:6              |
| Finalista     | 2. | 15 sierpnia 1999 | San Marino | Ceglana      | Galo Blanco         | 6:4, 4:6, 3:6              |
| Zwycięzca     | 1. | 21 maja 2000     | Hamburg    | Ceglana      | Juan Carlos Ferrero | 4:6, 6:2, 0:6, 7:6(5), 7:5 |
| Finalista     | 3. | 29 lipca 2001    | Sopot      | Ceglana      | Tommy Robredo       | 6:1, 5:7, 6:7(2)           |

#### Gra podwójna (1–3)
| Końcowy wynik | Nr | Data              | Turniej  | Nawierzchnia | Partner                | Przeciwnicy                       | Wynik finału |
| ------------- | -- | ----------------- | -------- | ------------ | ---------------------- | --------------------------------- | ------------ |
| Finalista     | 1. | 10 listopada 1996 | Santiago | Ceglana      | Dinu Pescariu          | Gustavo Kuerten Fernando Meligeni | 4:6, 2:6     |
| Zwycięzca     | 1. | 23 lipca 2000     | Umag     | Ceglana      | Álex López Morón       | Ivan Ljubičić Lovro Zovko         | 6:1, 7:6(2)  |
| Finalista     | 2. | 21 lipca 2002     | Umag     | Ceglana      | Fernando Vicente       | František Čermák Julian Knowle    | 4:6, 4:6     |
| Finalista     | 3. | 30 lipca 2006     | Umag     | Ceglana      | Guillermo García-López | Jaroslav Levinský David Škoch     | 4:6, 4:6     |